# Thomas Sterling
Thomas Sterling, född 21 februari 1851 i Fairfield County, Ohio, död 26 augusti 1930 i Washington, D.C., var en amerikansk republikansk politiker. Han representerade delstaten South Dakota i USA:s senat 1913-1925.
Sterling utexaminerades 1875 från Illinois Wesleyan University i Bloomington, Illinois. Han studerade därefter juridik och inledde 1878 sin karriär som advokat i Springfield, Illinois. Han flyttade fyra år senare till Dakotaterritoriet.
Sterling var juridiska fakultetens dekanus vid University of South Dakota 1901-1911. Efter två mandatperioder i senaten lyckades han inte bli nominerad till omval. William H. McMaster efterträdde Sterling som senator.
Efter tiden som senator arbetade Sterling som advokat i Washington, D.C. och undervisade juridik vid National University School of Law (som senare har gått samman med George Washington University). Hans grav finns på Cedar Hill Cemetery i Prince George's County, Maryland.